# Gazeta Hajnowska
Niskonakładowa gazeta regionalna wydawana przez Miejską Bibliotekę Publiczną w Hajnówce od 1996 r. Miesięcznik nawiązuje do wydarzeń kulturalnych, sportowych z rejonu miasta i gminy Hajnówka. Gazeta porusza tematy związane z regionem gminy i powiatu oraz z Puszczą Białowieską. Przedstawia też informacje ze świata powiązane z Hajnówką i jej mieszkańcami. W lipcu ukazuje się numer podwójny (lipiec, sierpień) między innymi z informacjami dla turystów (opis szlaków Puszczy Białowieskiej, ciekawe miejsca, itp.),(do stycznia 2011).

## Kalendarium
- czerwiec 1996 r. pierwsze wydanie
- grudzień 2009 r. zawieszono wydawanie miesięcznika.
- luty 2010 r. wydawcą wznowionej edycji (ze zmienioną szatą graficzną ) gazety jest Urząd Miasta Hajnówka.
- styczeń 2011 r. kolejny raz zawieszono wydawanie miesięcznika
- kwiecień 2011 r. - wznowienie wydawania miesięcznika (bezpłatny). Nakład: 600 egzemplarzy. Redaktorem naczelnym został Arkadiusz Panasiuk. Miesięcznik od 29 kwietnia dostępny m.in. w Punkcie Informacyjnym Starostwa Powiatowego, bibliotekach miejskiej i pedagogicznej, Parku Wodnym.
- grudzień 2013 r. - ostatnie wydanie bezpłatnego miesięcznika.
- styczeń 2014 r. - "Gazeta Hajnowska" ukazuje się po raz pierwszy jako czterostronicowy dodatek do "Wieści Podlaskich".

## Stałe rubryki
- Comiesięczne sesje Rady Miejskiej w Hajnówce.
- Kronika policyjna
- Towarzystwo Przyjaciół Hajnówki przedstawia - (historia miasta, wspomnienia mieszkańców)